# ماژول لجستیک چندمنظوره

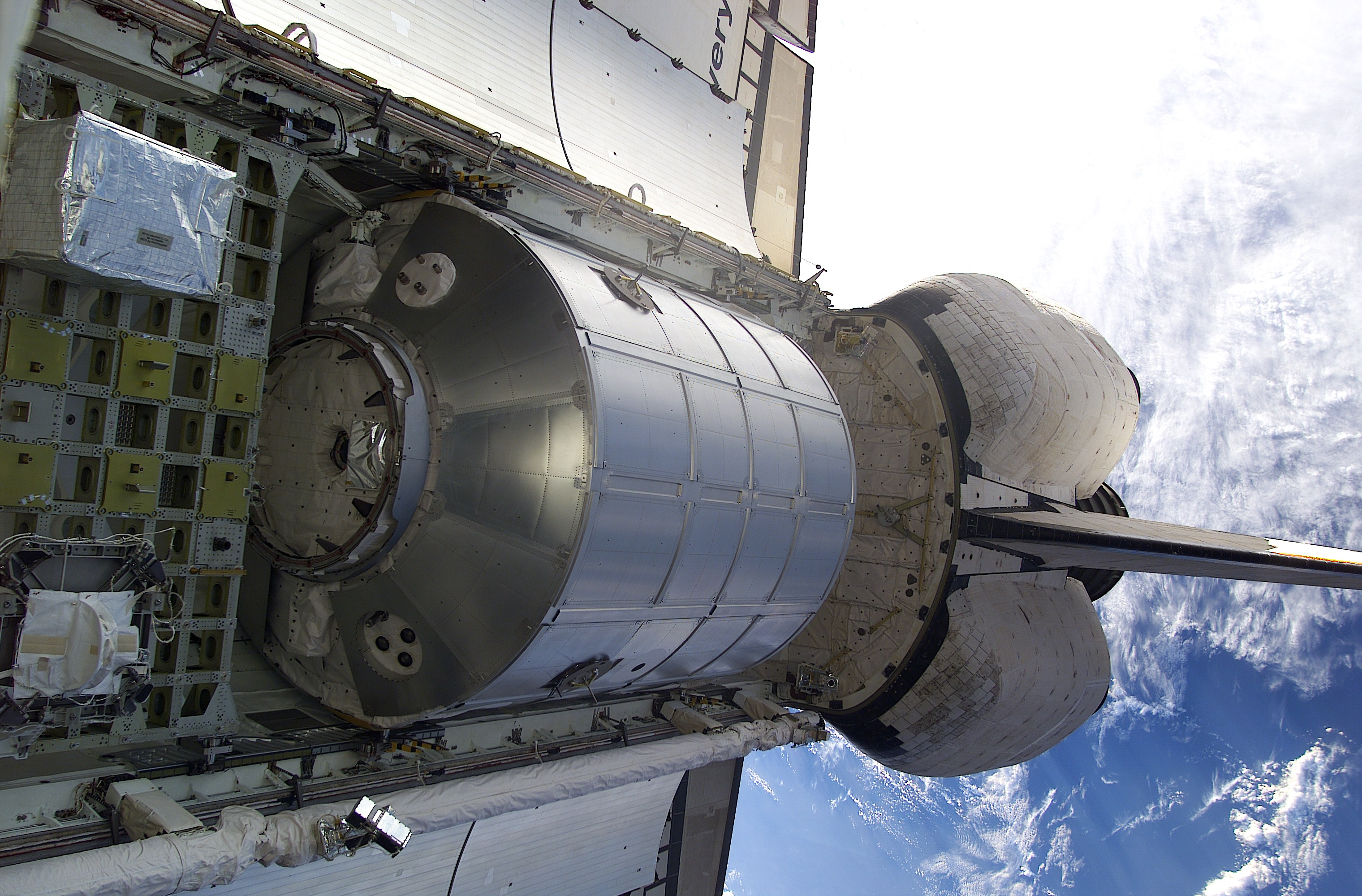
ماژول لجستیک چندمنظوره در آن قرار داردمحفظه بار ' این نمای توسط یکی از خدمه با استفاده از دوربین عکاسی دیجیتال در طول STS-102 از ایستگاه فضایی بین‌المللی گرفته شده‌است.

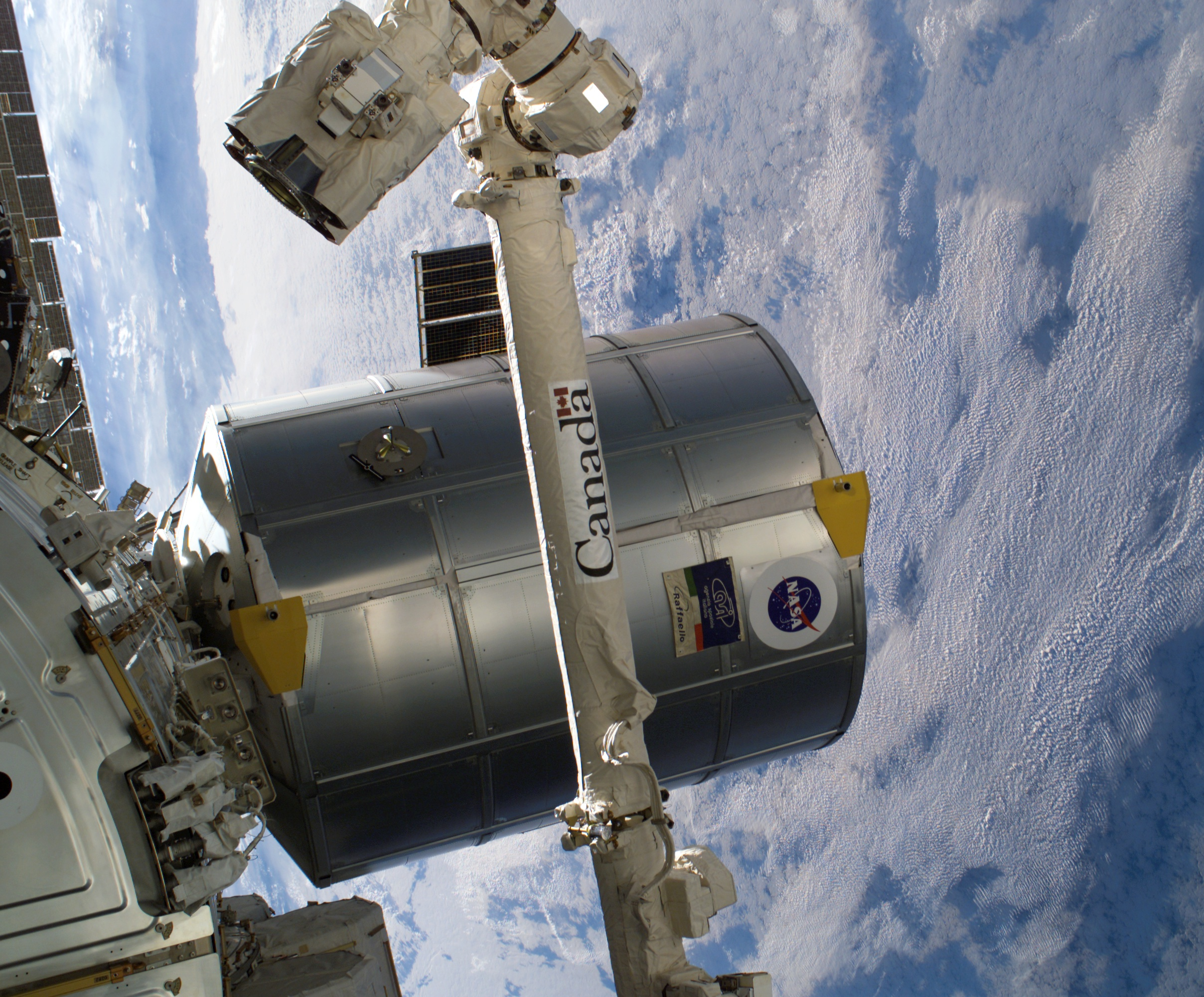
ماژول لجستیک چند منظوره ، هنگامی که در طول STS-114 به ایستگاه فضایی بین‌المللی پهلو گرفت

ماژول لجستیک چندمنظوره (MPLM) یک کانتینر تحت فشار بزرگ است که در مأموریت‌های شاتل فضایی برای انتقال محموله به و از ایستگاه فضایی بین‌المللی (ISS) استفاده می‌شود. دو MPLM دوازده سفر را در خلیج بار شاتل انجام دادند و در ابتدا به یونیتی (ماژول) و بعداً ماژول هارمونی در ایستگاه فضایی بین‌المللی پهلو گرفتند. از آنجا، ذخایر تخلیه شد، و آزمایش‌های تمام‌شده و زباله‌ها دوباره بارگیری شدند. سپس MPLM در شاتل برای بازگشت به زمین دوباره فرود آمد. تاسه ماژول توسط آژانس فضایی ایتالیا (ASI) ساخته شد: لئوناردو، رافالو و دوناتلو.

## طرح
ماژول لجستیک چندمنظوره یک استوانه بزرگ است که در انتها به مکانیزم پهلوگیری مشترک مجهز شده، و فیکسچرهای گیره‌ای که به Canadarm-2 اجازه می‌دهد آن را از خلیج شاتل به یک بندر پهلوگیری در بخش مداری ایالات متحده در ایستگاه فضایی بین‌المللی منتقل کند.

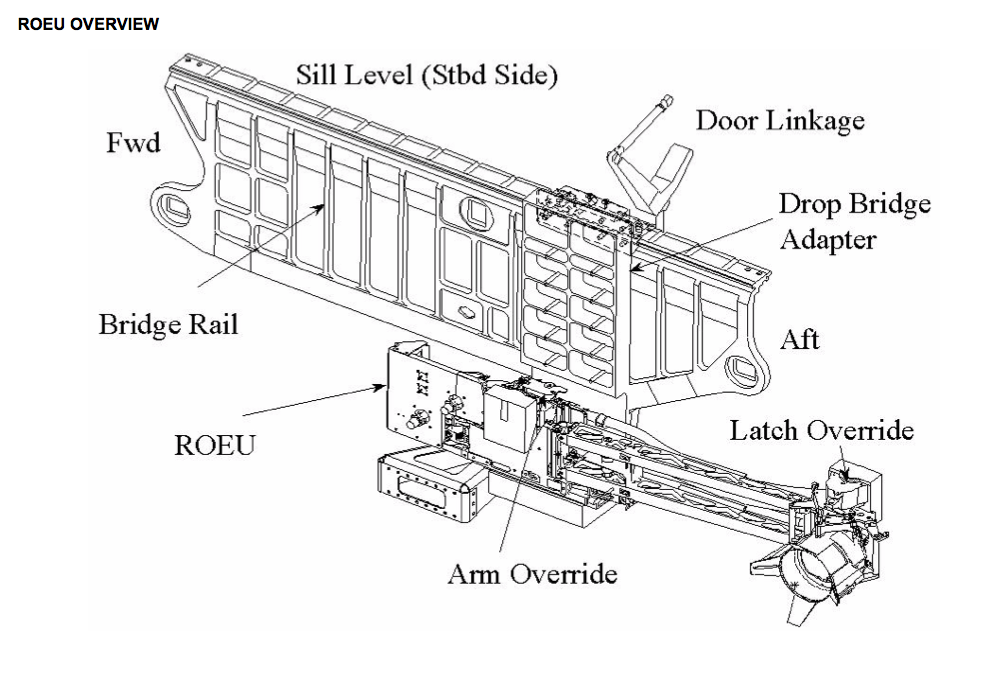
نمودار ناف برقی از راه دور

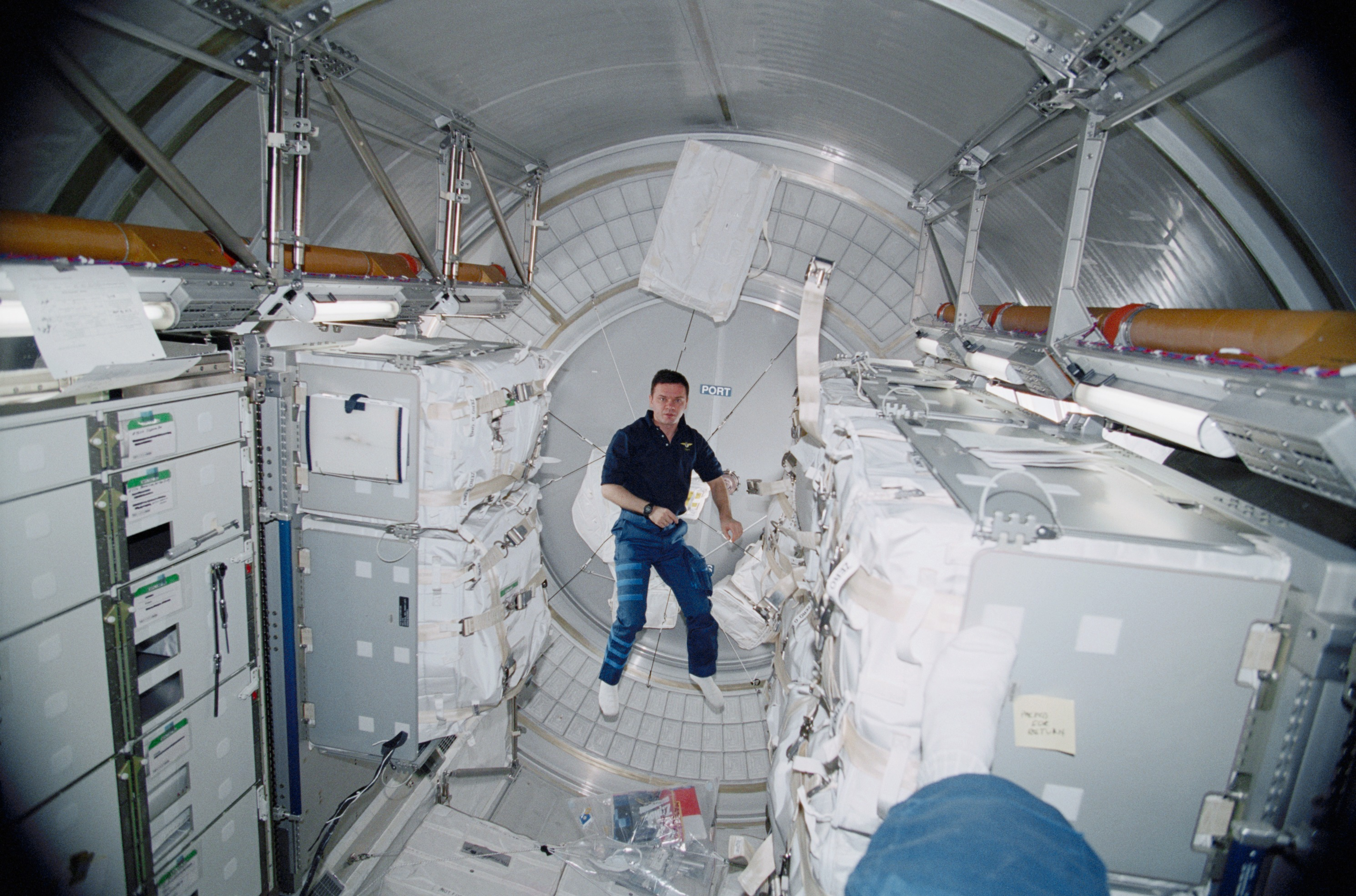
فضانورد یوری گیدزنکو در لئوناردو در سال ۲۰۰۱

## مأموریت‌ها
| پرواز | تاریخ عرضه     | مأموریت             | شاتل                 | MPLM                           | جمع کردن(کیلوگرم) | جمع کردن(کیلوگرم) |
| ----- | -------------- | ------------------- | -------------------- | ------------------------------ | ----------------- | ----------------- |
| ۱     | ۸ مارس ۲۰۰۱    | STS-102 ISS 5A.1    | شاتل فضایی Discovery | <i id="mwkA">لئوناردو</i>      | ۱۰۲۱۳             | ۶۵۴۰              |
| ۲     | ۱۹ آوریل ۲۰۰۱  | STS-100 ISS 6A      | شاتل فضایی Endeavour | <i id="mwnQ">رافائلو</i>       | ۸۸۱۱              | ۶۷۶۳              |
| ۳     | ۱۰ اوت ۲۰۰۱    | STS-105 ISS 7A.1    | کشف                  | لئوناردو                       | ۹٬۴۶۷             | ۷۷۹۹              |
| ۴     | ۵ دسامبر ۲۰۰۱  | STS-108 ISS UF-1    | تلاش کنید            | رافائلو                        | ۹٬۲۲۸             | ۸۶۹۳              |
| ۵     | ۵ ژوئن ۲۰۰۲    | STS-111 ISS UF-2    | تلاش کنید            | لئوناردو                       | ۱۰۷۵۳             | ۹٬۱۴۰             |
| ۶     | ۲۶ ژوئیه ۲۰۰۵  | STS-114 ISS LF 1    | کشف                  | رافائلو                        | ۸٬۳۰۱             | ۹٬۱۱۰             |
| ۷     | ۴ ژوئیه ۲۰۰۶   | STS-121 ISS ULF 1.1 | کشف                  | لئوناردو                       | ۹٬۵۸۸             | ۸٬۱۲۴             |
| ۸     | ۱۴ نوامبر ۲۰۰۸ | STS-126 ISS ULF 2   | تلاش کنید            | لئوناردو                       | ۱۲۷۴۸             | ۶۹۶۶              |
| ۹     | ۲۸ اوت ۲۰۰۹    | STS-128 ISS 17A     | کشف                  | لئوناردو                       | ۱۲۶۰۱             | ۸٬۹۲۷             |
| ۱۰    | ۵ آوریل ۲۰۱۰   | STS-131 ISS 19A     | کشف                  | لئوناردو                       | ۱۲٬۳۷۱            | ۹٬۲۴۲             |
| ۱۱    | ۲۴ فوریه ۲۰۱۱  | STS-133 ISS ULF 5   | کشف                  | <i id="mwAQM">لئوناردو</i> PMM | Part of ISS       |                   |
| ۱۲    | ۸ ژوئیه ۲۰۱۱   | STS-135 ISS ULF 7   | شاتل فضایی Atlantis  | رافائلو                        | ۹۵۰۰              | ۵٬۶۶۰             |

## مشخصات فنی
مشخصات MPLM به شرح زیر است:
- طول - ۶٫۶ متر (قسمت استوانه ای ۴٫۸ متر)[۴]
- عرض - ۴٫۵۷ متر[۴]
- جرم - ۴۰۸۲ کیلوگرم خالی؛ ۱۳٬۱۵۴ کیلوگرم بارگیری کامل[۴]
- حجم قابل سکونت - ۳۱ متر مکعب[۴]
- جنس - فولاد ضدزنگ[ نیازمند منبع ]

## استفاده در آینده
Donatello MPLM توسط لاکهید مارتین به نمونه اولیه زیستگاه قمری (HGTA که در ناسا KSC قرار دارد، تبدیل شده‌است. لئوناردو به‌طور دائم به عنوان PMM به ایستگاه فضایی بین‌المللی متصل است و باید با آن دوباره وارد جو شود. Raffaello در انبار در مرکز پردازش ایستگاه فضایی باقی می‌ماند.
Axiom Space قصد دارد از یک ماژول چند منظوره برای ایستگاه فضایی تجاری Axiom استفاده کند.